# Cătălin Meran
Cătălin Daniel Meran, adesea doar Cătălin Meran (n. 22 iulie 1972) este un antrenor de gimnastică român, parte a echipei de antrenori ai lotului de gimnastică feminină a României la Jocurile Olimpice de la Beijing (2008).

## Distincții
- Ordinul “Meritul Sportiv” clasa a II-a cu 2 barete (27 august 2008) [1]